# Plocepasser mahali
Plocepasser mahali е вид птица от семейство Врабчови (Passeridae). Видът е незастрашен от изчезване.

## Разпространение
Разпространен е в Ангола, Ботсвана, Етиопия, Кения, Лесото, Малави, Мозамбик, Намибия, Сомалия, Южна Африка, Южен Судан, Танзания, Уганда, Замбия и Зимбабве.